# Jérôme Deschamps
Jérôme Deschamps (* 1947 in Neuilly-sur-Seine) ist ein französischer Schauspieler, Regisseur und Dramatiker.
Der Neffe von Hubert Deschamps und Jacques Tati besuchte die École nationale supérieure des arts et techniques du théâtre und das Conservatoire supérieur d'art dramatique. Er arbeitete dann drei Jahre an der Comédie-Française mit Antoine Vitez zusammen. Bekannt wurde er als Regisseur der Fernsehserie Les Deschiens mit François Morel.
1978 gründete er mit Macha Makeïeff die Schauspielgruppe Famille Deschamps, mit der er seither zahlreiche Theaterstücke, teils nach eigenen Texten realisierte. Seit 2007 ist er Direktor der Opéra Comique.

## Filmografie
Schauspieler
- 1974: Sommerliebelei (Un amour de pluie)
- 1975: Ondine
- 1977: Le partage de midi
- 1981: Eole Epifanio
- 1987: A Man in Love (Un homme amoureux)
- 1993: Maigret et les caves du Majestic
- 1994: Les pieds sous la table
- 1994: Trennung (La séparation)
- 1996: Lebenslinien – Schicksal auf Russisch (Ligne de vie)
- 1998: Je suis vivante et je vous aime
- 2002: Les filles, personne s'en méfie
- 2010: Das Labyrinth der Wörter (La tête en friche)

Regie
- 1994: Les deschiens
- 2009: Der gestiefelte Kater – Die wahre Geschichte (La véritable histoire du Chat Botté) – auch Sprechrolle und Drehbuch

## Theater
- La Veillée, 1985
- C'est dimanche, 1986
- Lapin-chasseur, 1989
- Les Frères Zénith, 1990
- Les Pieds dans l'eau, 1992
- C'est magnifique, 1994
- Les Pensionnaires, 1999
- Les Etourdis, Théâtre national de Chaillot in Paris, 2001
- L' Affaire de la rue de Lourcine, Odéon, 2007
- Fra Diavolo, Opéra-Comique, 2009
- Un fil à la patte, Comédie-Française, 2010